# Mecudat Hunin
Mecudat Hunin (hebrejsky: מצודת הונין, doslova pevnost Hunin, arabsky: هونين) je zřícenina křižácké pevnosti (hradu) v dnešním Izraeli, též známé jako Château Neuf jinde uváděno jako Chastel Neuf (francouzsky: doslova Nový hrad, latinsky: Castellum Novum).
Leží v nadmořské výšce cca 690 metrů na zalesněném hřebenu hor Naftali, necelý 1 kilometr severně od vesnice Margalijot a necelý 1 kilometr od hranice s Libanonem. Východně od pevnosti padá terén prudce o 400 metrů do Chulského údolí, na jehož okraji leží město Kirjat Šmona.

## Historie

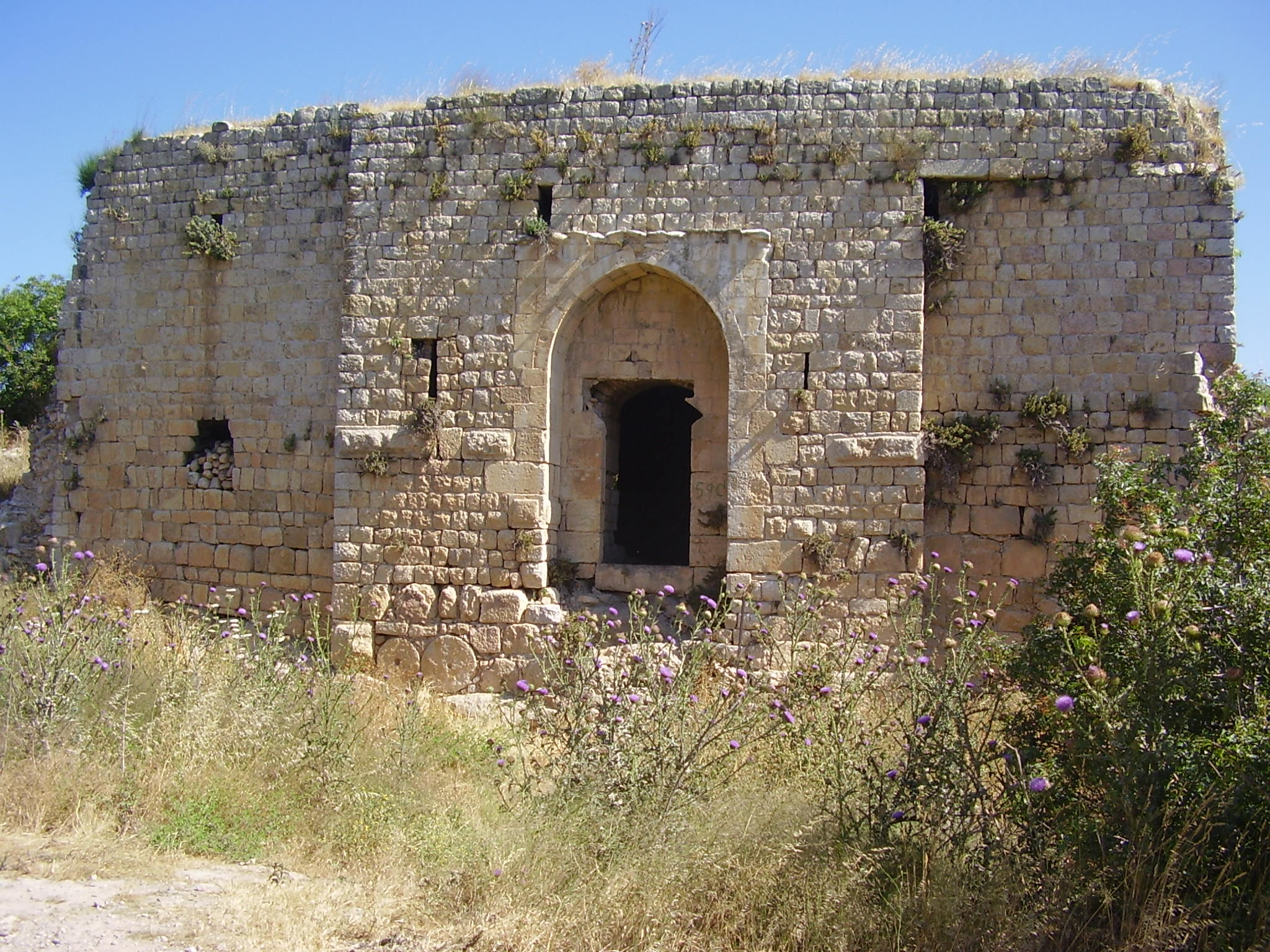
Zachovalé zdivo pevnosti Hunin

Chulské údolí bylo v počátcích křižácké expanze na Blízkém východě hraničním teritoriem mezi oblastmi křižácké (křesťanské) a muslimské kontroly. Severní částí údolí navíc procházela významná obchodní cesta z Damašku. Křižáci zde proto zřídili sérii několika opěrných bodů. Jedním z nich byl i nynější Mecudat Hunin, z něhož se nabízel výhled na podstatnou část Chulského údolí. Po roce 1107 role této pevnosti vzrostla a její osudy byly tehdy propojeny s bojem o ovládnutí dalšího významného bodu v této oblasti – Banias na úpatí Golanských výšin. Poblíž (na území dnešního Libanonu) se také nacházela velká křižácká pevnost Toron des Chevaliers.
V roce 1157 Onfroy II. z Toronu prodal část Baniaského panství a hrad Chastel Neuf do majetku maltézského řádu. V sedmdesátých letech 12. století pevnost dobyl Núr ad-Dín, přičemž křižácká posádka ji před opuštěním zapálila a vyplenila. V osmdesátých letech 12. století byl majitelem zdejšího panství Joscelin III. z Edessy.
Po konci křižáckých států pevnost využívali mamlúci. Roku 1837 byla zničena při zemětřesení. Jižně od pevnosti od středověku existovala arabská vesnice Hunin. Její obyvatelé rozebrali část zdí opuštěné pevnosti na výstavbu vlastních domů. V roce 1931 měla 1075 obyvatel, roku 1945 zde žilo 1620 lidí. Během války za nezávislost v květnu 1948 byla dobyta židovskými silami a její obyvatelé uprchli. Zástavba arabské vesnice byla zbořena (až na budovu základní školy, která je ale v špatném technickém stavu). Na místě vysídlené arabské vesnice pak vznikl židovský mošav Margalijot. Areál bývalé křižácké pevnosti je nyní turisticky využíván.